# 陈燮阳

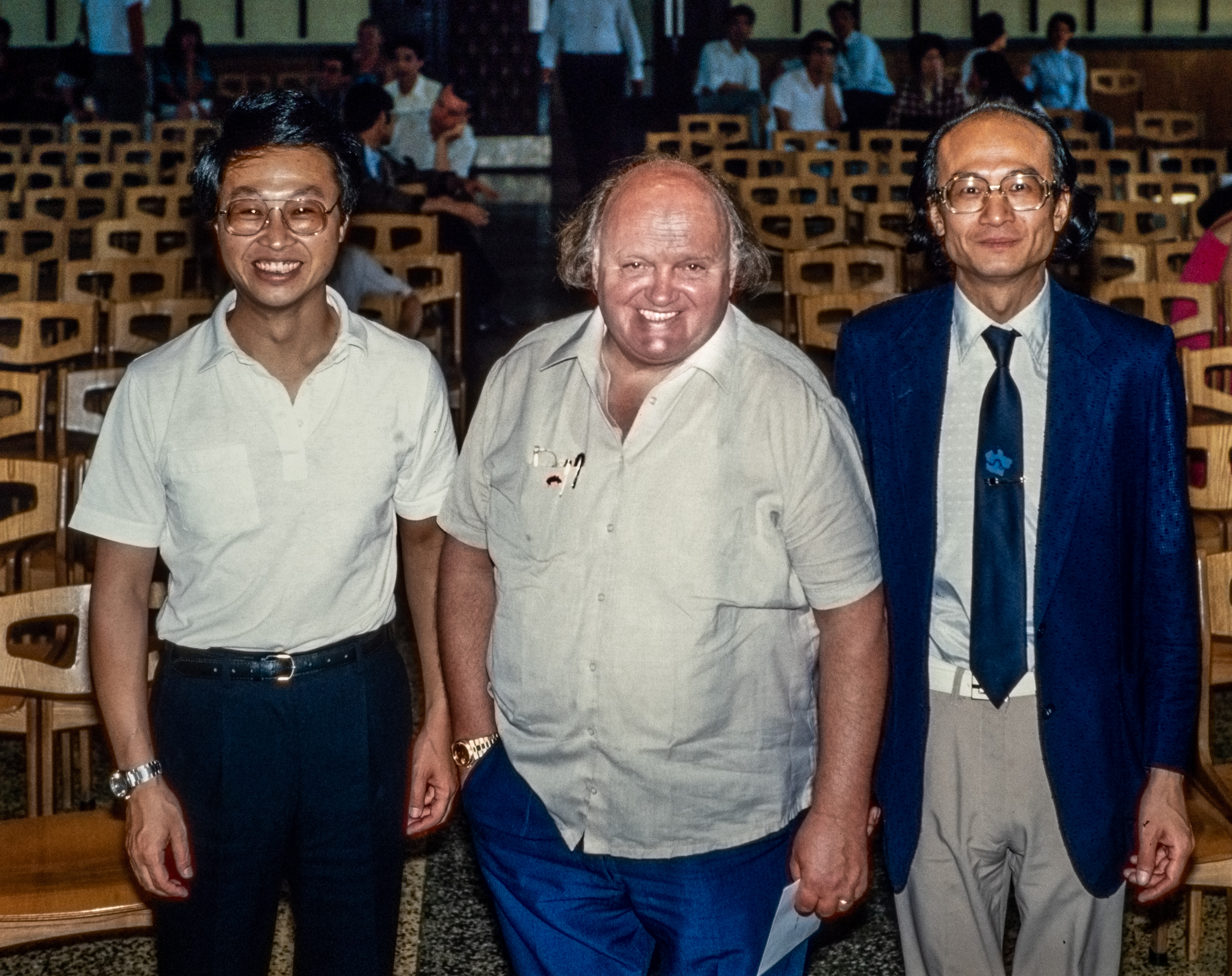
1985年的陈燮阳（右一）

陈燮阳（1939年—），上海人，中国指挥家，现任上海交响乐团名誉音乐总监，全国政协委员。词作家陈蝶衣之子。

## 生平
陈幼年在江苏常州武进长大。1953年，受其姐陈力行影響，入上海音乐学院附属中学学习钢琴和作曲。1960年入上海音乐学院学习指挥，师从黄晓同。1965年陈毕业后，任上海芭蕾舞团管弦乐队常任指挥。
1981年，前往耶鲁大学进修，师从奥托·沃纳·穆勒。次年指挥阿思本音乐节乐团。其后指挥中央交响乐团、中央民族乐团等赴许多国家巡演。六四事件后，陈移居香港，任香港中乐团艺术总监。1990年后，受時任上海市市长朱镕基邀请，返回上海，任上海交响乐团音乐总监至今。
2000年至2002年间，曾任中国中央歌剧院院长，后被解职。曾为梅艳芳指挥了其最后8场音乐会。1970年左右结婚，妻子王健英，原为京剧演员。陈因其父陈蝶衣1952年抛弃家庭前往香港，而与其断绝父子关系26年，两人直到1978年方才恢复联系。
2019年，獲第七届上海文学艺术奖杰出贡献奖。